# BBS4
BBS4‏ (Bardet-Biedl syndrome 4) هوَ بروتين يُشَفر بواسطة جين BBS4 في الإنسان.